# Onthophagus breviceps
Onthophagus breviceps là một loài bọ cánh cứng trong họ Bọ hung (Scarabaeidae).